# 许愿盒
《许愿盒》（英語：Peggy's Wish Box），是台湾创作歌手许哲珮的第二张全创作专辑，于2007年5月3日在台湾发行，并于2007年9月12日正式引入中国大陆。该作为许哲珮与种子音乐签约后发行的第一张专辑，包含了爵士、巴萨诺瓦、轻电子、轻摇滚等。专辑名称的灵感则来自许慧欣赠予的同名物品。该作发行前，李宗盛即以“服气、鼓掌、敬礼，太棒了”评价该作；该作发行后亦获得了乐评人士的良好评价。
该张专辑的主打曲目为《疯子》，为许哲珮在前作《气球》推出后因无法发行音乐作品而罹患抑郁症的真实写照。而在该曲的最终发行版本中，第一遍歌曲采用了其在该作发行前数年录制的demo版本，以更为真实地呈现许哲珮当年的心境。

## 曲目
| 曲序     | 曲目                            | 时长  |
| -------- | ------------------------------- | ----- |
| 1.       | 梦境（Intro）                   | 0:38  |
| 2.       | 永远在一起                      | 3:31  |
| 3.       | Finding Neverland               | 4:40  |
| 4.       | 白日梦飞行                      | 3:52  |
| 5.       | 皇宫前的手风琴（Interlude）     | 0:31  |
| 6.       | 德国下雪了                      | 5:20  |
| 7.       | Pink Dress                      | 3:29  |
| 8.       | Angel Man                       | 4:09  |
| 9.       | 玻璃鞋                          | 4:14  |
| 10.      | 疯子                            | 4:30  |
| 11.      | 水晶球                          | 2:57  |
| 12.      | 音乐盒（Interlude）             | 0:20  |
| 13.      | 芭蕾舞者                        | 3:02  |
| 14.      | Spinning Accordion（Interlude） | 0:44  |
| 15.      | 永远在一起了                    | 3:09  |
| 总时长： | 总时长：                        | 45:06 |

## 相关
- 在该张专辑被引入中国大陆之前，该作的限量版宣传碟曾被中国大陆乐迷在网络上炒至每张60元人民币。[2]
- Hit FM联播网、Kiss Radio及飞碟电台曾使用过以该作的部分歌曲为基础创作的jingle，中广流行网《娱乐e世代》节目亦有使用过以《芭蕾舞者》为基础创作的jingle。